# 王丹
王丹（1969年2月26日—），原籍山东省鄄城縣，生於北京市，社会运动人士、历史学者、诗人。1989年六四天安门事件期间，曾担任过“保衛天安門廣場指揮部”副總指揮，是被北京市公安局通缉的21名学生运动领袖之一，位列榜首，六四清场後有两次被中华人民共和国政府逮捕入狱。1998年起流亡海外，后取得哈佛大学历史暨东亚语言学博士學位。現常居台灣、美國等地从事社会活动，曾任國立清華大學、國立成功大學等大学的客座助理教授。

## 生平

### 早年经历：1969-1998
1969年2月26日，王丹生于北京市，父母均为北京大学校友，父親王宪曾任北大教师，母親是歷史學者王凌雲。
1987年6月，从北京市第四十一中学畢業，1987年9月考入北京大學國際政治系修讀政治學專業。1988年9月，王丹转入该校历史系修讀中国史专业。在校期间，主持“民主沙龙”，组织“当代社会问题研究社”，编辑《新五四》校刊，《燕园风》等學生刊物，从事校园民主运动。
八九民运期間，王丹出任北高聯常委，是绝食运动的发起人之一，也短暂担任过“保卫天安门广场指挥部”副总指挥。绝食只是王丹與吾爾開希等人以个人名义发起的行动，当时的学运组织如北大、清华的自治会、北高联等等，并不支持绝食。
六四事件發生後，民主運動被以邓小平、杨尚昆為首的中共保守派下令武力鎮壓。6月8日，北京市政府解散北高聯。6月13日，北京市公安局将他列为21名高自联头头和骨干之一，位列首位，受到通缉。但他并没能如其他民运人士如吾爾開希、柴玲一样往外国逃亡，而是選擇留在中国大陆。王丹在安徽親友處短暫隱蔽後，覺得逃亡生涯不是他的性格所能容納的，吃不了躲藏的苦，想回北京。抵京後台灣《自立晚報》派往大陸採訪的記者黃德北打電話約王丹見面，被國安部門監聽發現。
1989年7月2日，王丹在北京被捕，关押于秦城监狱。1991年，以“反革命宣传煽动罪”被判4年徒刑。1993年2月获释后，继续在大陆从事政治反对派运动，筹集“互助捐款”资助政治犯家属，发起公民上书运动，并担任总部设于纽约的“中国人权”组织的理事。
1995年5月21日，王丹再次被捕，并于1996年10月30日以“阴谋颠覆政府罪”被中国政府判刑11年，先后关押于北京市半步桥看守所和辽宁省锦州监狱。
从1997年9月起，王丹家属数度写信给中华人民共和国司法部，称王丹在狱中身体情况欠佳，除患有咽喉炎、胃病外，还长期头痛，亟待检查，希望能保外就医。1998年，王丹称脑部被診斷疑患有肿瘤，其父母致函时任中共中央总书记江泽民希望有关部门允许检查，及允许保外就医以挽救王丹生命，經過中國人權等組織致函美国总统克林顿。

### 流亡美国：1998-2009
1998年4月19日，中国政府在美国总统克林顿访华前夕，以“出于人道主义考虑”为名，允许王丹保外就医，将他递解前往美国底特律。在底特律一下飞机，王丹即到亨利福特医院接受身体检查，结果却发现有三项疾病，即慢性支气管炎、胃痛以及牙齿的毛病需要治疗，而长期头痛则称是由于视力持续下降所引起。
1998年7月，王丹進入美國哈佛大學学习。2001年6月10日，獲哈佛大學東亞系碩士學位。2004年8月至2005年4月，王丹在臺灣中央研究院近代史所訪問研究。2005年4月至2006年4月，在美國加州大學洛杉磯分校中國研究中心訪問研究。2008年6月5日，取得哈佛大學歷史暨東亞語言學博士學位。2008年11月至2009年9月，為英國牛津大學聖安東尼學院客座研究員。
在哈佛就读期间，王丹担任了中国宪政协进会主席，《北京之春》杂志社社长，一九八九基金会理事长，“青年中国”主席，中华学人联谊会会长，国际组织“亚洲改革与民主联盟”（ARDA）执委会委员，《新闻自由导报》理事会理事，自由亚洲电台特约评论员，中央廣播電台「台灣會客室─王丹時間」節目主持人，台灣澄社社员，台湾中华电视公司驻洛杉矶特约评论员，海外华文作家协会会员，独立中文作家笔会会员。为北美、港台多家媒体撰写专栏。曾為台北市駐市作家，並以「在夜雨中素描三首」獲首屆世界華文文學獎詩歌首獎。
2007年10月3日，王丹父母已在錦州監獄辦妥了他的刑滿釋放手續，从而在法律上恢復自由之身，王丹打算申辦護照早日回國。
2008年3月，《北京之春》4月号上，王丹与杨建利、胡平、郭罗基、陳一諮、吾尔开希、张伟国、刘刚、陈小平、吴仁华、刘念春、傅申奇、易改、蔡桂华、魏泉宝、王军涛十六人联名，向中国外交部发出公开信。要求政府依照宪法和法律，以及对国际社会的义务，恢复或者延期他们的中国护照，可以自由进出国境、行使公民权利。4月30日，王丹向中国驻纽约总领事馆要求发还护照，以争取回国的权利。王丹曾稱如果得不到官方的理會，計劃於五月中旬展開絕食抗議活動。後因四川突發地震，取消活動。

### 任教台湾：2009-2017
2009年8月至2010年2月，於台灣的國立政治大學台灣史研究所擔任客座助理教授，講授《1950年代兩岸國家暴力比較研究》相關課程。
2010年8月1日至2011年1月31日，擔任國立清華大學人文社會學院客座助理教授，并受美國在台協會高雄美國資料中心（American Corner）邀請演講《我在哈佛的日子」。
2011年1月，香港市民支援愛國民主運動聯合會主席司徒華逝世，王丹向香港特區政府申請入境悼念司徒華，甚至主動作出「不見記者、不搞公開活動、不開記者會、不在香港過夜」的「四不」承諾，但仍遭港府拒絕入境。香港保安局局長李少光回应称：「哀悼華叔不一定來香港」。王丹称香港「一國兩制」已死，為香港感到擔憂。
2011年2月至2012年2月，擔任國立成功大學客座專家，參與該校“發展國際一流大學及頂尖研究中心計劃”。因為有成大校內的教授反對，王丹無法在成大授課，但組織了中國民主沙龍。2011年5月，集結台灣、香港與海外的一群學術、社運與民主人士共同創辦華人民主書院，擔任書院的講師以及董事會主席。
2012年8月1日至2015年7月31日，受聘國立清華大學人文社會學院專任客座助理教授，為期三年。同年擔任東吳大學政治系兼任助理教授。
2013年1月29日，王丹在余杰歡迎茶會上表示，他日前和法國外交部的人會面談天，問及法國方面對現任中共總書記習近平政治改革的看法，法國人「大笑」稱不相信習近平會政治改革。王丹又說，雖然八九民運被打壓，但從沒見過像余杰遭受過的毒打酷刑，近來中國大陸也不斷傳出異議人士或維權人士遭受酷刑，「顯然是內部政策。」王丹強調，中國大陸在經濟崛起之時，對異議人士的迫害反而更加收緊，「國家暴力上升到法西斯性質的黑社會化。」6月，與胡平、沈彤、余杰一起成立“拉清單”網站。11月8日，在台中一中進行專題演講，在只能容納200人的會場擠進370人，創下台中一中科學館單一場演講最高人次紀錄，其中还有50位台中女中的同學参加。

2014年3月19日，在台北发生太陽花學運時，王丹和吾尔开希前往学生占领的中华民国立法院議場给予声援，表示大力支持在场學生，其臉書也成為學運的資訊發信站。

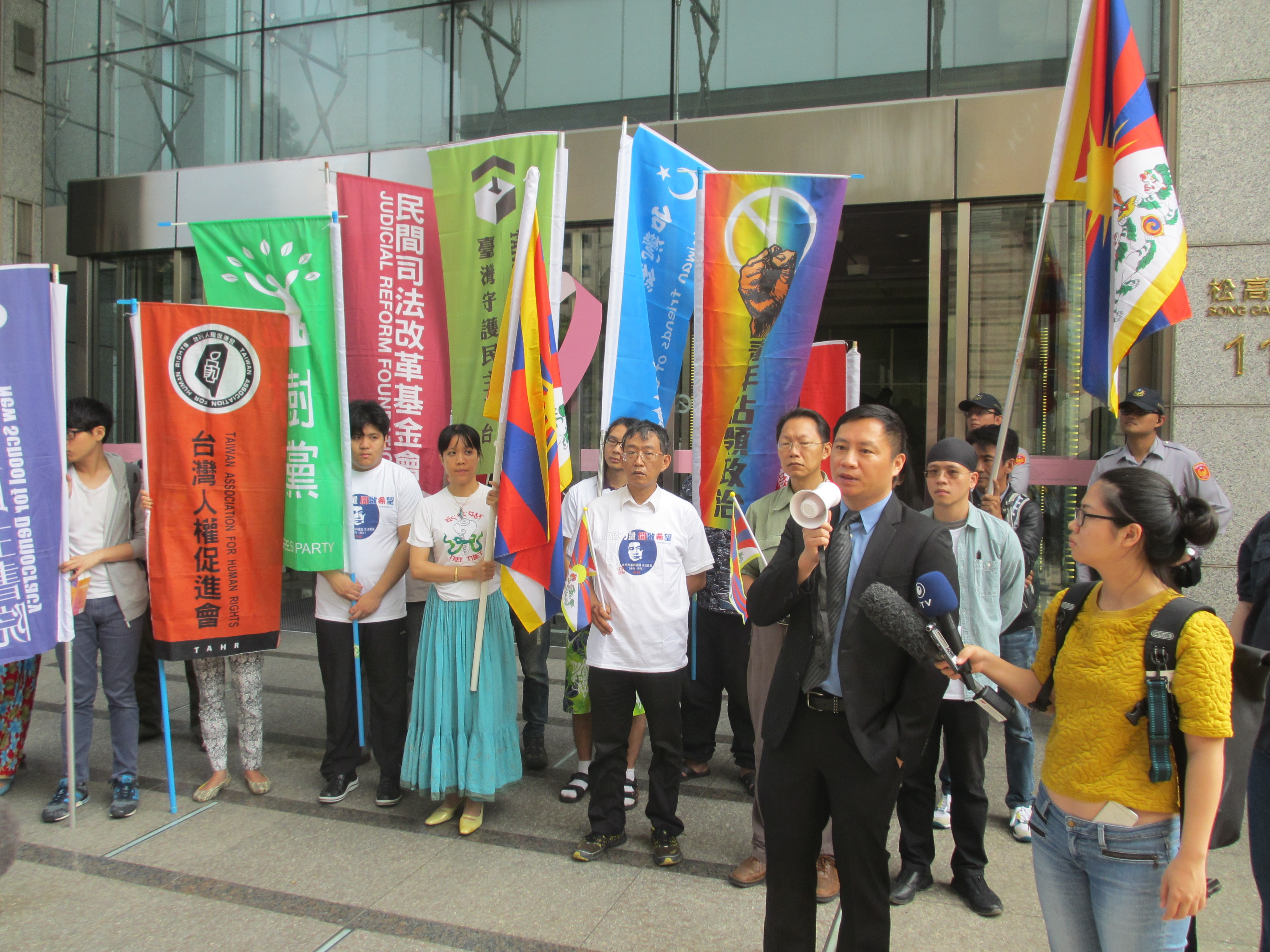
王丹在2015年的一次示威活动中讲话

2015年8月，繼國立清華大學不續聘後，應當時國立中正大學社會科學院戰略暨國際事務研究所蔡育岱所長之邀，經該校三級三審通過後擔任該所客座助理教授，為期2年，於該所在職專班開設《中國崛起與臺灣發展》課程，並於該校通識教育課程中開設《中華人民共和國史》。

### 返回美國：2017-
2017年7月，王丹離開台灣，返回美國。次年，於美國首都華盛頓成立智庫機構對話中國，7月24日在網路上設立線上教學課程，教授《中華人民共和國史》。

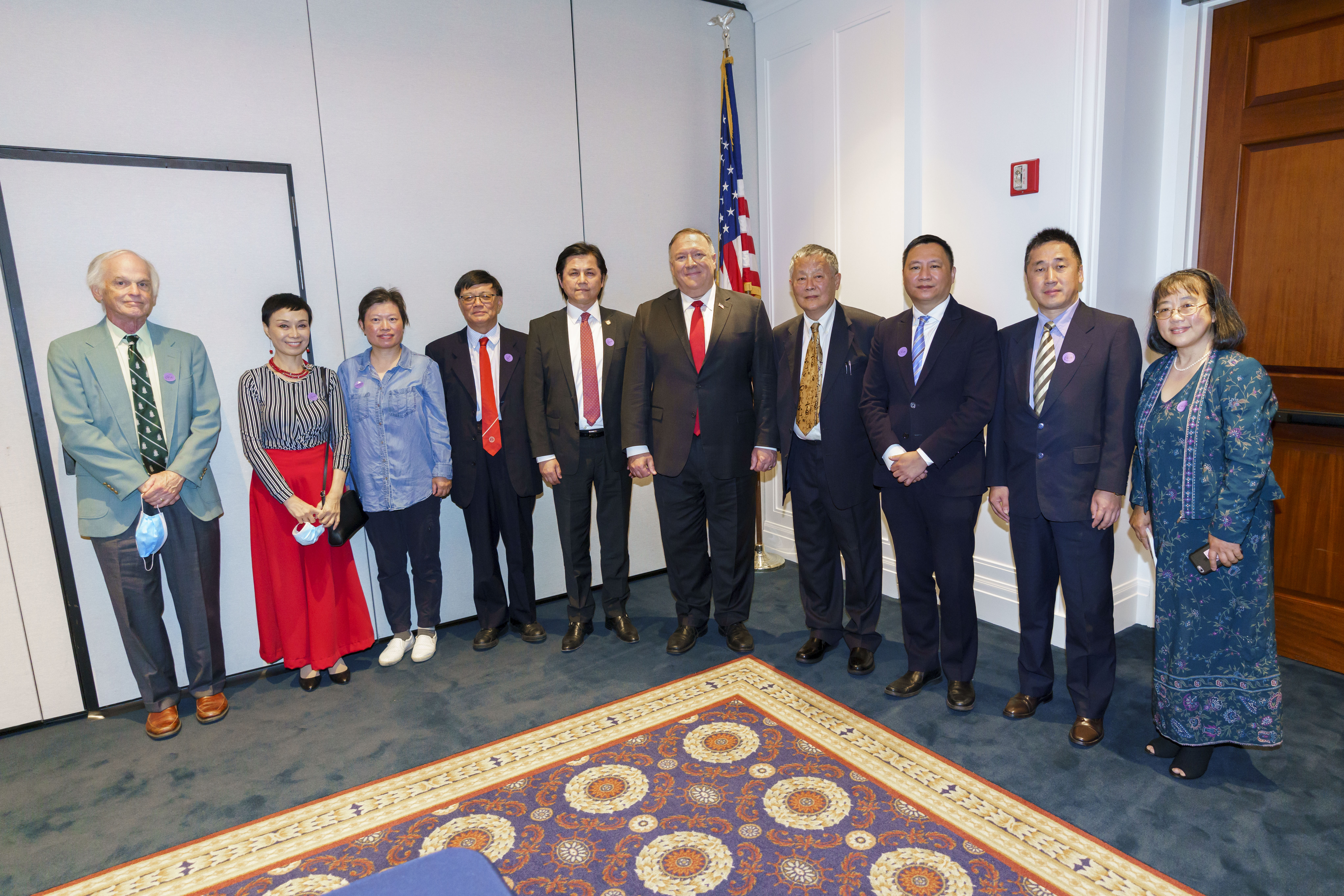
邁克·蓬佩奧、魏京生及王丹在《共產中國與自由世界的未來》演講後合照。

2020年7月23日，美国国务卿迈克·蓬佩奧在尼克松总统图书馆暨博物馆進行《共產中國與自由世界的未來》演講。在當中，他呼籲自由世界團結起來和中國人一起改變中國的現況。 魏京生及王丹皆出席了演講並被點名提及。2020年底，确诊新型冠状病毒肺炎。据《纽约时报》称，2020年美國總統選舉后，王丹对拜登是否能胜任对抗中华人民共和国的任务表示怀疑，并无根据地质疑選舉结果。
2021年12月28日，王丹的母亲王凌雲在北京一家醫院因腦溢血去世，享壽86歲。王丹表示北京當局拒絕讓其回國，使他無法見母親最後一面。他表示還會以10萬美元積蓄成立「王凌雲人道救助基金」，用於救助政治犯家屬。
2022年9月，受聘為國立清華大學社會學研究所客座助理教授，至2023年1月離任。

## 观点
王丹是特朗普的积极支持者。

### 統獨立场
2005年，王丹在文章中表示：「作為一個中國人，我個人一向主張兩岸最終走向統一。」王丹認為中共要的不是統一，而是利用民族主義情緒鞏固自己的統治。如果兩岸關係緩和，民族主義情緒勢必會演變成對中國內部變革的壓力，這是中共最擔心的事情。
2011年11月，王丹接受汪笨湖專訪時表示：「如果我是當權者，我會允許台灣舉辦統獨公投，並且尊重公投的結果，但是我會盡最大的努力來說服台灣人與中國統一。」
2014年太陽花學運後，王丹在接受PTT名人音地大帝訪談时說：「主張兩岸最終會走向統一已經是十年前的事了，其實我並不這麼主張。且十年前我所說的只是希望，而不是支持。」王丹另表示經過了十年，兩岸關係變化巨大，他覺得兩岸統不統一必須交給台灣人來選擇，他個人無權置喙。
2014年12月，王丹重申：「我的立場很簡單：臺灣的未來，應當由台灣人民自己決定。不管決定的結果是什麼，我都尊重並且接受。」
2017年6月4日的離台記者會上，王丹表示，台灣若不願意流血，就不要再講獨立，因為「那就是嘴炮」。此話引起許多台獨人士不滿，认为受到背叛。自由台灣黨主席蔡丁貴認為，中國人的看法畢竟跟台灣人的看法是不相同。藍營前立委、統派的邱毅表示王丹此言相當中肯，認為王丹只是說了真話而已。

## 爭議

### 保外就医争议
2003年，《TVBS周刊》发表文章称，王丹乃是因为“谎称”患有严重脑部肿瘤而获释，并且“保送”到了哈佛大学。王丹回应称这些说法不实，发表文章进行了反驳。

### 民運人士批评
| 曹長青 | 根據曹長青的說法，王丹在秦城监狱期間，曾寫出了13万字交代材料，对近五百人作了几十万字的有罪诬陷，其中包括2014年逝去的陈子明。王丹未回應此事。2014年7月27日，王丹因向中華民國政府要求返台就醫一事引發爭議，對此曹長青在個人臉書批評王丹。 |
| 封從德 | 2014年8月20日，封從德在《時報周刊》的專訪中說，「中共實際上明裡暗裡結構性地推波助瀾，推明星以燬民運，二十幾年屢試不爽，民運組織幾無招架之力」，王丹即是此類「明星領袖」之一；他同時批評，愛作秀的明星也愛塗改歷史，「六四屠城之前，群情激憤萬眾一心，就比誰都激進和高調；屠城之後，規避責任，就塗改得之前就比誰都溫和」，他的著作《六四日記》與本年7月他在《開放雜誌》發表的文章即有細述《王丹回憶錄》如何纂亂史實，王有才、熊焱、劉剛等等許多當事人的回憶亦多有見證；他還說，若王丹真有高度的防共意識，王丹應該好好規勸其學生如陳為廷，別在不同場合都穿著共產黨領袖馬克思、列寧、切格瓦拉頭像的T恤，更不要一方面號稱防止未來的中共滲透、一方面卻現在就全文高歌共產黨的黨歌《國際歌》。 |
| 唐柏橋 | 2014年，六四民運人士唐柏橋指控王丹可能私吞陳水扁政府時代所支持大陸民運的20萬美元，甚至還涉嫌私吞由天安門一代所成立的「中國青年人權獎」基金，批評王丹只是一個熱衷特權的共青團幹部。王丹不作回應。2014年8月15日，王丹在臉書影射，唐柏橋是「在海外民運中非常邊緣的、聲譽很差的人」；同日，唐柏橋勸告王丹，如果有志從事民主政治，就要學會面對質疑和批評，否則將成為笑話。 |

### 言論爭議

#### 抱怨台灣房子像鴿子籠
2014年7月，王丹在臉書表示：「這次回來台灣，要找新的住處。於是上591看看。在美國住慣了大房子，成天樓上樓下跑，動不動就院子裡走走的我，真是越看越傷心啊。明明不是鴿子，但是要回到鴿子籠裏面了。」

#### 返台就醫的言論爭議
2014年7月，王丹懷疑自己有腦部腫瘤，以美國治療費用太高為由，請求台灣政府專案處理，協助他返台就醫，最終由美方協助返台醫療。此舉被台灣民眾及媒體認為是享受特權，有些人上王丹的臉書留言發表不同看法，然而王丹不但在臉書上封鎖及刪除這些言論，還暗指這些留言不乾淨。

### 性騷擾指控
2023年6月2日，台灣男子李元鈞在個人臉書頁面宣稱，他於2014年6月4日在台中被王丹邀請至美國，在美國時間6月6號時在一同下榻於紐約法拉盛飯店時被強吻以及強暴未遂，並在接續的七天的行程中持續遭到言語騷擾。
6月3日，另一名男子徐豪謙在臉書上發出長文，宣稱自己曾遭王丹「不止一次」性騷擾，3年前，徐在清華大學人文社會學院就讀時，王丹曾經在KTV當著男友的面，將右手伸進他的衣服內撫摸他的腰。對於清大人社系系友的事件，清大表示性平會近期確實有收到疑似性平知會通報，而校方也已向教育部進行校安通報。
李元鈞後在2023年6月4日同林亮君（臺北市市議員、主張台湾独立的團體島國前進發起人之一）召開新聞記者會，要求王丹道歉，否則將提出法律告訴。王丹則表示自己的記憶與當事人所述有巨大落差、「性騷之事完全不存在」，但對當事人的法律告訴不拒，認可通過法律程序探尋出真相。翌日提前結束斯坦福大學胡佛研究所訪問行程，回到台灣。
同年6月7日，李元鈞正式向台北地檢署提告王丹涉嫌強制性交未遂罪。王丹也於同日稱，坦誠面對司法檢視，不會有任何逃避。北檢考量王丹的住居所在桃園，將案件呈報高等檢察署，移轉管轄權至桃園地檢署。桃園地檢署證實本案已分他字案，將王丹列被告偵辦。
2024年事件發生近一年後，李元鈞表示收到了台北地方檢察署《不起訴通知書》，並在Facebook公開了《通知書》的部分截圖。李元鈞公開的《通知書》截圖顯示：“經被告所曾任教之國立○○大學性別平等教育委員會調查”，王丹的確有過強吻行為，委員會認定王丹性騷擾一事成立；檢方認為“或可認被告確有違反告訴人意願進而強吻之舉”，認定王丹涉嫌強制猥褻罪，但檢方對非中華民國國籍人士在他國涉嫌犯罪無管轄權，因而不予起訴；此外，檢方還判定王丹證詞及其證人不可採納為利於王丹的證據。
李元鈞在獨立媒體「新新聞」和「低音」對他的訪談報道中認為，“检察官以没有管辖权为由不起诉王丹，但还是特意写了一段，确认王丹强吻我的行为有发生”，“虽然是文邹邹的法律语言” ，“但大家能明白，检察官是相信性骚扰事实存在的”。同時該報道也認為，由於缺乏證據，檢察官“只认定了强吻事实”，沒有認定“强暴未遂的事实”。

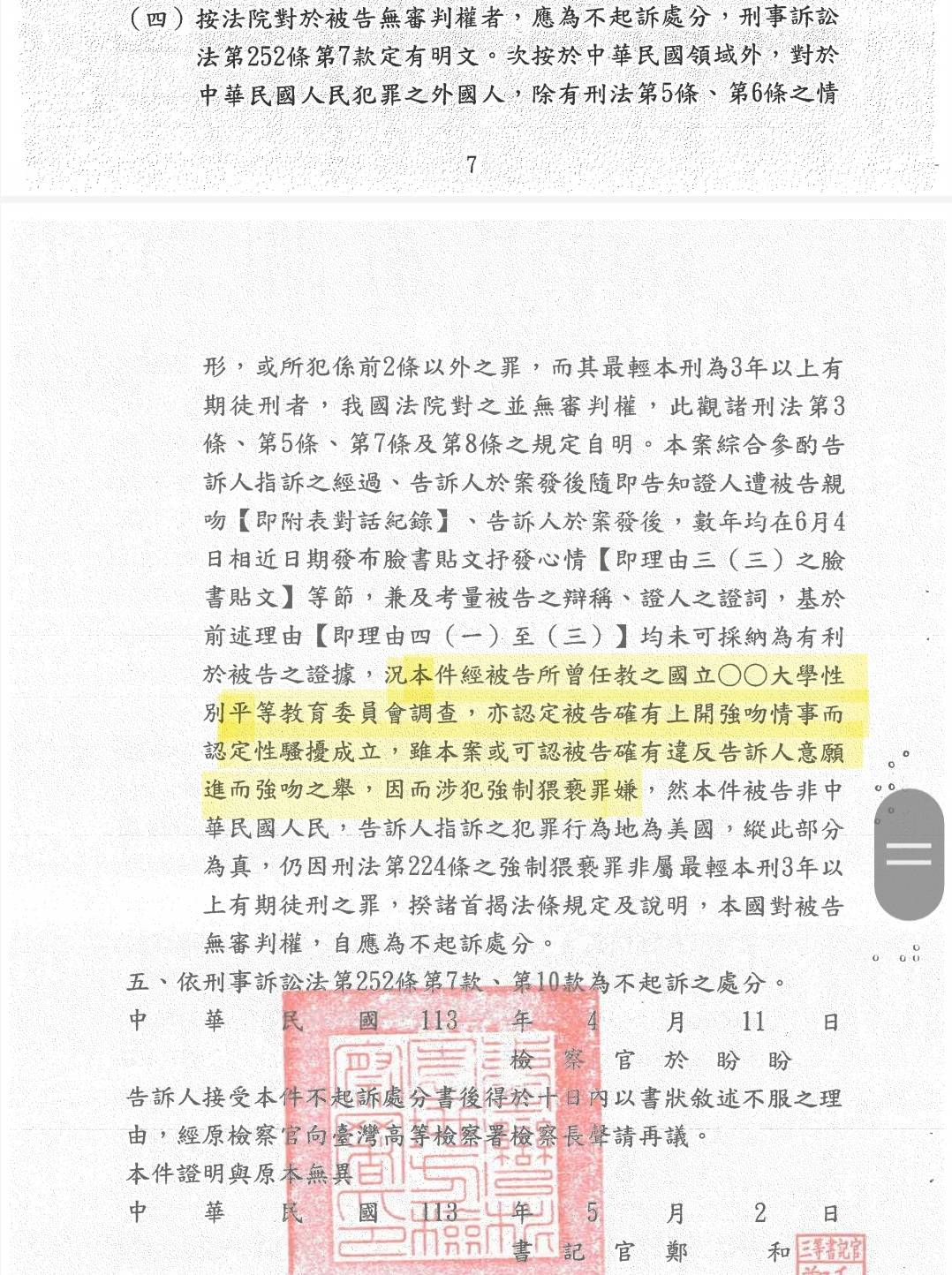
李元鈞公開的不起訴處分書部分截圖

王丹則在收到《通知書》後發布聲明，表示「收到了檢察官以『證據不足』等理由簽發的『不起訴』通知書 」。王丹稱，“為了不再佔用社會和司法資源，我決定放棄圍繞本案曾出現的大量惡意誹謗的民事訴訟，也不會再被動回應外界有關本案的質詢”。独立媒体“新新闻”认为，“纵使检方不采信王丹”，王丹依旧发布这样的声明，是在“回避检方对自己证据的驳斥”。

## 著作
| 年份          | 書名                                         | 出版社     | ISBN                   |
| ------------- | -------------------------------------------- | ---------- | ---------------------- |
|               | 《一九五零年代兩岸國家暴力對比研究》         |            |                        |
|               | 《沒有煙抽的日子》（王丹在作詞前後成功戒菸） |            |                        |
|               | 《我们在写历史》                             |            |                        |
|               | 《丹程路》                                   |            |                        |
|               | 《我在寒冷中独行》                           |            |                        |
|               | 《在夜雨中素描》                             |            |                        |
|               | 《我聽見雨聲》                               |            |                        |
|               | 《听风随笔》                                 |            |                        |
|               | 《穿行在潮湿的记忆中》                       |            |                        |
|               | 《在梵谷的星空下沉思》                       |            |                        |
|               | 《我异乡人的身份逐渐清晰》                   |            |                        |
|               | 《我与深夜一起清醒》                         |            |                        |
|               | 《不确定的时代》                             |            |                        |
|               | 《》（法文）                                 |            |                        |
|               | 《我的青春岁月》                             |            |                        |
|               | 《王丹观点》                                 |            |                        |
|               | 《我看美国的人文和自由》                     |            |                        |
|               | 《王丹访谈录》                               |            |                        |
| 1999年        | 《王丹狱中家书》                             | 明鏡出版社 | ISBN 9781894370004     |
| 2000年        | 《我在哈佛的日子》                           | 明報出版社 | ISBN 978-962-973-403-9 |
| 2001年        | 《衆弦寂靜時的喧嘩》                         | 新新聞文化 | ISBN 978-957-2026-22-9 |
| 2005年2月3日  | 《王丹訪談: 與兩岸知識份子的對話》           | 立緖文化   | ISBN 978-986-7416-15-5 |
| 2010年        | 《理想主義的年代——我的政治軌跡》             | 允晨文化   | ISBN 978-986-6274-00-8 |
| 2010年        | 《我清醒的時候是你的深夜》                   | 明窗出版社 | ISBN 978-988-8027-58-3 |
| 2012年1月10日 | 《中華人民共和國史十五講》                   | 聯經出版   | ISBN 978-957-08-3937-1 |
| 1997年        | 《王丹獄中回憶錄》                           | 新新聞文化 | ISBN 978-957-8591-84-4 |
| 2012年9月28日 | 《王丹回憶錄——從六四到流亡》                 | 時報文化   | ISBN 978-957-13-5652-5 |
|               | 《六四備忘錄》                               |            |                        |

## 音樂劇
- 《很久沒有敬我了你》－ 出演“王董”，为剧中的國家兩廳院新任董事長。[67]

## 外部連結
- 王丹的X（前Twitter）

- 王丹网站 Wang Dan's Page的Facebook專頁
- YouTube上的王丹學堂頻道
- 自由亞洲電台-王丹热邮 （页面存档备份，存于）（已停刊）
- 王丹文集 （页面存档备份，存于）
- 台灣會客室-王丹時間[永久]
- 對話中國 Dialogue China 官方網站 （页面存档备份，存于）